# Горбейчук Дмитро Васильович
Дмитро́ Васи́льович Горбейчу́к — солдат Збройних сил України, уродженець Тисменичан.

## Життєпис
Народився 1983 року в Тисменичанах.
Мобілізований у серпні 2014 року. В зону бойових дій вирушив 1 вересня 2014-го у складі 128-ї бригади; механік-водій. До 15 листопада воював під Нікішиним. Понад 30 поранених вивізз поля бою — на «жигулях», бо його БМП підбили під час обстрілів. Його «Червона шапочка» була знищена міною в листопаді 2014-го. Згодом під Кіровським утримував блокпост «Беркут 13». В січні 2015 року під час обстрілів згоріла його чергова БМП. Вийшов із Дебальцівського котла.
Демобілізувався 9 вересня 2015-го; в цивільному житті займється ремонтами.

## Нагороди
За особисту мужність і героїзм, виявлені у захисті державного суверенітету та територіальної цілісності України, вірність військовій присязі під час російсько-української війни
- нагороджений орденом «За мужність» III ступеня (9.4.2015).